# Jilovnice
Jilovnice (polsky Iłownica, německy Illownitz nebo Niklasdorf) je vesnice v jižním Polsku ve Slezském vojvodství v okrese Bílsko-Bělá. Leží na historickém území Těšínského Slezska, z geomorfologického hlediska se nachází v Údolí horního toku Visly. Patří k rybníkářské oblasti zvané Žabí kraj. V roce 2014 zde žilo 1027 obyvatel.

## Název
Název vesnice je převzatý od řeky, která jí protéká, Jilovnice, jejíž název je odvozen od jílu. V historických dokumentech se vyskytuje název od Gylownita (1305), Iyloffnicz (1392), Gylownicz (1563, 1566), Illownitz (1566) atd. V roce 1736 měla dva názvy Niclasdorf/Illownicza. Německý název časem zanikl (ještě v roce 1804 byl Niclasdorf)

## Historie
První písemný záznam se nachází v latinském podrobném soupisu majetku Liber fundationis episcopatus Vratislaviensis, který byl napsán v době biskupa Jindřicha I. z Vrbna kolem roku 1350 v souvislosti s výběrem desátek pro vratislavské biskupství. Vesnice patřila pod piastovské Těšínské knížectví, od roku 1327 byla součástí léna Českého království. Od roku 1526 až do roku 1918 byla součástí habsburské monarchie.
V roce 1687 vesnici zakoupil Jan Kazimír Celesta z Celestinu a v roce 1793 byla prodána Těšínské komoře.

## Náboženství
V roce 2005 byla zahájená stavba filiálního kostela, který byl zasvěcen papeži Janu Pavlovi II. Kostel byl vysvěcen 29. června 2011.